# Kartileh FC
El Kartileh FC es un equipo de fútbol de Yibuti que milita en la Segunda División de Yibuti, la segunda liga de fútbol más importante del país.

## Historia
Fue fundado en el año 1992 en la ciudad de Kartileh con el nombre DjibSat hasta el año 2011 cuando lo cambiaron por su nombre actual. También cuentan con una sección de fútbol femenil.
Sus partidos de local los juega en la capital Yibuti y nunca han sido campeones de la Primera División de Yibuti, en donde su temporada más reciente ha sido la de 2010/11, en la que solamente consiguieron un punto en 18 partidos. Tampoco han ganado la Copa de Yibuti.
A nivel internacional su principal logro ha sido jugar la Copa Interclubes Kagame 2009, en la cual fue eliminado en la fase de grupos.

## Rivalidades
Su principal rival es el SID Kartileh, el cual es el equipo más importante de la ciudad y ha mantenido al Kartileh FC como un equipo de segundo plano en la ciudad, ya que el SID sí ha sido campeón de liga y de copa.